# Juarez dos Santos
Juarez dos Santos mais conhecido como Juti, (Novo Hamburgo, 10 de fevereiro de 1952) é um ex-futebolista brasileiro que atuava como atacante.
Juti obteve grande destaque no Avaí, aonde foi o maior artilheiro em um Campeonato Catarinense de Futebol marcando 28 gols em 1975. Ainda participou do Campeonato Brasileiro pelo time de Florianópolis, pelo Guarani e pelo Ceará.
Atualmente da aulas à crianças em escolinha de futebol, na cidade de Campo Bom.